# Figuerola del Camp
Figuerola del Camp è un comune spagnolo di 287 abitanti situato nella comunità autonoma della Catalogna.